# Arthur Fery
Arthur Fery (* 12. Juli 2002 in Sèvres, Frankreich) ist ein britischer Tennisspieler.

## Persönliches
Die Mutter von Arthur ist Olivia Féry (geborene Gravereaux), eine ehemalige Tennisspielerin, die 1991 Platz 225 der Welt war und für die Fed-Cup-Mannschaft von Hongkong spielte. Der Vater Loïc Féry ist ein französischer Geschäftsmann und Präsident des Fußballvereins FC Lorient. Beide Eltern sind Franzosen. Arthur Fery spricht fließend englisch und französisch. Er wurde im Londoner Stadtteil Wimbledon groß, nicht weit von der Turnieranlage entfernt.

## Karriere
Fery spielte bis 2020 auf der ITF Junior Tour. Dort konnte er mit Rang 12 seine höchste Notierung in der Jugend-Rangliste erreichen. Sein bestes Abschneiden bei einem Grand-Slam-Turnier war die dritte Runde, die er bei allen vier Turnieren erreichte. Im Doppel gelang ihm in Wimbledon 2019 und bei den Australian Open 2020 der Halbfinaleinzug. Beim J1 Kasan gewann er zudem den Titel im Einzel und beim J1 College Park war er im Doppel siegreich.
2020 begann Fery ein Studium an der Stanford University, wo er auch College Tennis spielte. Er gewann mit dem Team die Pacific-12 Conference.
Bei den Profis spielte Fery ab 2019 Turniere auf der drittklassigen ITF Future Tour. Im ersten Jahr erreichte er im Einzel ein Viertelfinale sowie im Doppel seinen ersten Titel. Nach einem Jahr ohne viele Turnierteilnahmen gab er in Nottingham seine Premiere auf der ATP Challenger Tour, wo er im Doppel sein erstes Match auf diesem Niveau gewinnen konnte. Er schied in der zweiten Runde aus. Kurz darauf gewann er seinen zweiten Doppel-Future-Titel. Zweimal schaffte er den Einzug in ein Future-Halbfinale im Einzel. Sein größter Erfolg gelang ihm in Wimbledon. Dort bekam er eine Wildcard für die Qualifikation im Einzel. Als einer der am niedrigsten platzierten Spieler dort, gewann er gegen Prajnesh Gunneswaran in zwei Sätzen und gegen Matthew Ebden in drei Sätzen, die beiden deutlich über ihm in der Weltrangliste platziert waren. In der dritten und letzten Runde verlor Fery gegen den Niederländer Tallon Griekspoor in fünf Sätzen. Als Ersatzspieler kam er an der Seite von Tara Moore im Mixed zu seinem Debüt in Wimbledon. Mit ihr konnte er die dritte Runde erreichen, bevor sie gegen die späteren Turniersieger Neal Skupski und Desirae Krawczyk ausschieden. In der Weltrangliste machte er durch den Erfolg in der Qualifikation einen Sprung und seinen Bestwert erreichte er Anfang 2022 mit Rang 687 und mit Platz 665 im Doppel.

## Erfolge
| Legende (Anzahl der Siege) |
| Grand Slam                 |
| ATP Tour Finals            |
| ATP Tour Masters 1000      |
| ATP Tour 500               |
| ATP Tour 250               |
| ATP Challenger Tour (2)    |

### Einzel

#### Turniersiege
| Nr. | Datum           | Turnier      | Belag     | Finalgegner   | Ergebnis |
| --- | --------------- | ------------ | --------- | ------------- | -------- |
| 1.  | 16. August 2025 | Barranquilla | Hartplatz | Bernard Tomic | kampflos |

### Doppel

#### Turniersiege
| Nr. | Datum          | Turnier    | Belag     | Partner      | Finalgegner                 | Ergebnis |
| --- | -------------- | ---------- | --------- | ------------ | --------------------------- | -------- |
| 1.  | 6. Januar 2024 | Nonthaburi | Hartplatz | Joshua Paris | Pruchya Isaro Maximus Jones | 6:2, 7:5 |